# Camalotus
Camalotus es un EP de Luis Alberto Spinetta solista, grabado en el año 2003, y publicado en el año 2004. El álbum contiene cuatro temas que, por diferentes motivos quedaron afuera del disco anterior, Para los árboles. Está integrado por tres creaciones inéditas: "Crisantemo" de la película "Flores de septiembre" del 2003, además de incluida en la obra teatral "Puck (Sueño de una noche de verano)", "Buenos Aires, alma de piedra" y "Nelly, no me mientas". Además, hay un remix de "Agua de la miseria" (primer corte del álbum anterior). Fue presentado en un minirecital en la FM Rock and Pop en octubre de ese mismo año.

## Lista de temas
1. Buenos Aires, alma de piedra
2. Crisantemo
3. Nelly, no me mientas
4. Aquas (Agua de la miseria remix)

## DVD Bonus
El EP tenía una edición especial lanzada a principios de 2005 con un DVD con videoclips
1. Correr Frente a ti (este tema aparece en el compilado de 1999, "Elija y Gane". También es conocida la versión en vivo aparecida en el especial de MTV Unplugged, pero omitida de dicho álbum)
2. El Enemigo (el mismo video que aparece en Argentina Sorgo Films)
3. Tonta luz (el mismo video que aparece en Argentina Sorgo Films)
4. Tonta luz (Remix)
5. Ana no Duerme (en vivo en Obras, 2001)
6. Agua de la Miseria
7. Buenos Aires, Alma de Piedra

## Músicos
- Claudio Cardone: Teclados.
- Daniel Wirzt: Batería.
- Javier Malosetti: Bajo.
- Luis Alberto Spinetta: Guitarra y voz.
- Rafael Arcaute: Teclados.

- Datos: Q5741695